# 코렐라인: 비밀의 문
《코렐라인: 비밀의 문》(영어: Coraline)은 2009년 2월 5일에 공개된 미국의 애니메이션 영화로, 닐 게이먼의 소설 《코랄린》을 원작으로 한다.

## 줄거리
본작의 주인공인 코렐라인 존스와 그녀의 부모인 멜과 찰리는 고향인 미시간주를 떠나 오레건 주에 있는 오래된 주택인 핑크 궁전 아파트로 이사하였다. 한편 코렐라인 가족이 이곳으로 이사온 후 그녀의 부모님이 원예와 관련된 원고를 작성하느라 코렐라인에게 무관심하였다. 집 주위를 서성이던 코렐라인은 집주인의 손자 와이비와 그를 따라다니는 검은 고양이를 만난다. 와이비는 이때 코렐라인과 닮은 오래된 헝겊인형을 발견했다며, 그것을 코렐라인에게 선물하였다. 얼마 후, 코렐라인은 응접실에서 입구가 벽돌로 막혀있는 매우 작은 문을 발견한다.
그날 밤, 한 마리의 생쥐가 코렐라인을 잠에서 깨우고 응접실에 있는 작은 문으로 그녀를 유인한다. 코렐라인이 그 문을 통과하자 그 너머에는 다른 세계가 존재하고 있었으며, 그 세계에는 코렐라인 부모와 빼닮은 사람들도 있었다. 코렐라인의 부모님과 빼닮은 사람들은 자신들을 코렐라인의 다른 엄마, 아빠 라고 소개했으며 다른 세계의 와이비도 그녀에게 소개시켜주었다. 코렐라인은 다른 세계에서 저녁을 먹은 후, 잠자리에 들었으나 현실 세계로 돌아오는 기이한 현상을 경험한다. 현실세계로 돌아온 코렐라인에게 와이비는 할머니의 사라진 쌍둥이 동생에 대해 언급한다. 코렐라인의 윗집에 살고 있는 보빈스키씨와 아랫집에 살고 있는 은퇴한 연극배우인 스핑크, 포서블 자매도 코렐라인이 위험에 처했다고 경고한다.
이웃들에게 경고를 들은 뒤 코렐라인은 세번째로 다른 세계에 방문하였으며, 이번에는 다른 세계에서 만든 친구인 와이비와 함께 보빈스키의 생쥐 서커스를 관람한다. 보빈스키의 생쥐 서커스를 관람한 이후 코렐라인은 현실 세계에서 만났던 검은 고양이와 재회하였으나 그 고양이는 다른 부모님이 네가 생각하는 좋은 사람이 있다고 암시하며 나무구멍 속으로 사라진다. 코렐라인이 세번째로 다른 세계를 방문한 이후 다른 엄마는 그녀의 눈에 단추를 박으라고 강요한다. 코렐라인이 이를 거부하자 화가난 다른 엄마 유리거울 속의 공간에 코렐라인을 가두었다. 유리거울 속 공간에서 코렐라인은 오래전에 죽은 유령 아이들을 만났으며, 이들로두터 다른 세계의 충격적인 비밀을 듣게 된다. 유령 아이들은 다른 엄마의 정체는 마녀이며, 다른 세계 또한 마녀의 창조물이었음을 알려준다. 그리고 유령 아이들은 아이들과 빼닮은 인형으로 다른 세계로 유인한 뒤 그들의 소원을 충족시켜준 다음 눈을 뽑고 그 자리에 단추를 박아 시력을 잃게한 다음 그들을 잡아먹었다고 말한다. 코렐라인이 유령 아이들의 이름을 묻자, 유령 아이들은 자신의 이름은 기억나지 않지만, 진짜 부모님의 모습은 기억난다고 말한다. 코렐라인이 다른 세계에서 반드시 탈출할 것이라는 각오를 보이자 유령 아이들은 코렐라인의 탈출을 도울 테니 자신들의 잃어버린 눈을 찾아달라고 부탁한다. 그때 와이비가 거울속 세계 안으로 손을 뻗어 코렐라인을 거울속 세계에서 구출했으며, 마녀가 막아놓은 작은 문을 뚫어 코렐라인을 다른 세계에서 가까스로 탈출시킨다.
다른 세계에서 탈출해 현실 세계로 돌아온 코렐라인은 부모님이 마녀에게 납치된 것을 보고 이 모든것이 마녀의 계략이었음을 알아차린다. 코렐라인은 다른 세계로 납치된 납치된 부모님을 되찾아오기 위해 아랫층에 살고 있는 스핑크, 포서블 자매를 찾아간다. 자매는 코랄라인에게 가운데에 구멍이 뚫이 삼각형 모양의 돈을 건내주며, 이 돌을 통해 다른 세계의 진실을 꿰뚫어 볼 수 있을 것이라 말한다. 진실을 꿰뚤어 볼 수 있는 도구를 얻은 코렐라인은 부모님을 구출하기 위해 작은 문을 넘어 다시 다른 세계로 향한다.
다시 한번 다른 세계로 향한 코렐라인은 마녀에게 납치당한 그녀의 부모님과 유령 아이들의 눈을 찾는 게임을 할 것을 제안한다. 마녀는 코렐라인의 요청을 수락했으며, 다음과 같은 규칙들을 제시하였다. 첫번째, 코렐라인이 승리할 시 마녀는 패배를 인정하고 코렐라인과 부모님, 그리고 유령 아이들의 영혼을 현실 세계로 돌려보낸다. 만일 마녀가 승리할 경우 코렐라인은 패배를 인정하고 마녀의 세계에 남아 단추눈을 단다. 두번째, 달이 완전히 차오르면 게임을 종료된다. 이후 말을 마친 마녀는 어디론가 사라지고, 코렐라인은 유령 아이들의 잃어버린 눈을 모두 찾아내 게임은 코렐라인의 승리로 끝이 난다.
그러나 마녀는 게임에서 패배하였음에도 코렐라인을 현실세계로 보내주지 않았으며, 도리어 자신이 창조한 세계를 파괴하기 시작하였다. 코렐라인이 현실 세계로 가는 문의 입구를 열었을 때 마녀는 자신의 손을 이용해 코렐라인을 해치려 하였으나 유령 아이들과 검은 고양이의 도움으로 마녀의 손을 자르고 다른 세계에서 탈출한다.
코렐라인이 다른 세계를 탈출해 현실 세계로 돌아옴과 함께 현관문이 열리며, 납치된 코렐라인의 부모님도 현실 세계로 돌아온다. 코렐라인이 돌아온 부모님에게 다른 세계의 기억을 묻자 그런 곳은 단 한번도 가본적이 없다며 황당해한다. 그날밤 유령 아이들이 코렐라인을 찾아와 감사의 인사를 전하며 마녀의 힘이 현실세계까지 뻗치고 있음을 경고한다. 유령 아이들이 경고한 대로 마녀는 자신의 잘린 손을 보내 코렐라인을 공격하려 하였으나 와이비가 이를 저지하고 둘은 함께 마녀의 손을 부수어 우물속에 던져넣는다.
얼마후 글쓰기를 마친 코렐라인의 부모님은 정원에서 파티를 열고 와이비의 할머니와 이웃들을 초대하며 정원을 가꾼다. 코렐라인이 집주인인 와이비의 할머니에게 사라진 동생의 행방에 대해 묻는 장면으로 영화는 막을 내린다.

## 성우
- 다코타 패닝
- 테리 해처
- 제니퍼 손더스
- 돈 프렌치
- 존 호지먼
- 로버트 베일리 주니어
- 키스 데이비드
- 이언 맥셰인